# Achyropsis
Achyropsis, biljni rod iz porodice štirovki. Postoji šest priznatih vrsta, a svima je domovina Afrika. 
Bazionim ovoga roda je Achyranthes sect. Achyropsis Moq.

## Vrste
1. Achyropsis avicularis (E. Mey. ex Moq.) Benth. & Hook. f. ex B.D. Jacks.
2. Achyropsis filifolia  C.C.Towns.
3. Achyropsis fruticulosa C.B.Clarke
4. Achyropsis gracilis C.C. Towns.
5. Achyropsis laniceps C.B.Clarke
6. Achyropsis leptostachya (E.Mey. ex Meisn.) Benth. & Hook.f. ex B.D.Jacks.